# Distretto di Starobeševe
Il distretto di Starobeševe (in ucraino Старобешівський район?) era un distretto dell'Ucraina, situato nell'oblast' di Donec'k. Il suo capoluogo era Starobeševe. È stato soppresso con la riforma amministrativa del 2020.